# سورن در-بوغوسیان
{{Infobox basketball biography
| name         = سورن دیربوغوسیان پکاجکی
| image  
| image_size   =
| caption      =
| position     = مرکز
| height_ft    = ۶
| height_in    = ۱۰
| weight_lb    = ۲۵۵
| team         = یوسی‌ال‌ای بروینز
| number       = تیم ملی ۱۵ / باشگاهی ۴۴
| birth_date   = ۲۰ فوریهٔ ۱۹۹۰ ‏(۳۵ سال)
| birth_place  = تهران، ایران
| nationality  = ایرانی ارمنی‌تبار
| highschool   = ساهاکیان
| college      = دانشگاه کالیفرنیا، لس آنجلس و دانشگاه درکسل، فیلادلفیا
| draft_round  =
| draft_year   =
| draft_team   =
| career_start =
| career_end   =
| teams        =